# Satrayit
En el Majábharata, Satrayit (padre de Satiábhama), es el tercero de los 16 108 suegros del rey dios Krisná.

## Nombre sánscrito
- satrājit, en el sistema AITS (alfabeto internacional para la transliteración del sánscrito).[1]
- सत्राजित्, en escritura devanagari del sánscrito.[1]
- Pronunciación:
  - /satrayít/ en sánscrito[1]
- Etimología: ‘siempre victorioso’.[1]
  - sa-trá: junto con, todo junto, completamente.
  - yit: victorioso.

## Leyenda
Era un chatría (militar), hijo del rey Nighna, a quien Suria (el dios del Sol) le había regalado la joya Siamantaka (probablemente un rubí).
Krisná, rey de Dvaraka, le pidió esta joya, diciéndole que estaría más segura custodiada en su palacio. Pero Satrayit ―que estaba muy apegado a su joya― se negó a entregársela.
Poco tiempo después, Prasena, el hermano de Satrayit, salió a cazar llevando la joya en su pecho, pero fue matado por un león. El hombre-gorila Yambaván (cuya leyenda se presenta en el Ramaiana) mató al león y le dio la joya a su hijo para que jugara con ella. Cuando Prasena no retornó nunca de su cacería, Satrayit acusó a Krisná de haber matado a Prasena para quedarse con la joya Siamantaka.
Krisná, para quitar esta mancha en su reputación, salió en busca de la joya, y la encontró en una caverna, en manos del hijo de Yambaván.
Yambaván atacó al dios Krisná creyendo que era un intruso que había venido a robar la joya. Pelearon durante 28 días, hasta que Yambaván, con todo su cuerpo terriblemente debilitado por los puñetazos de Krisná, finalmente reconoció que ese no era un ser humano, sino su amado Señor Rāma.

Yo te conozco. Tú eres la vida en todas las criaturas, la virilidad, la intrepidez y la fuerza. Tú eres Visnú, el Señor Primigenio, que prevalece sobre todo, el Señor Supremo de los mundos.
Bhágavata-purana (10.56.26)

Como arrepentimiento por haber peleado con Krisná, Yambaván le regaló a Krisná la joya y también a su hija Yambavati en matrimonio. Krisná le devolvió la joya a Satrayit, quien arrepentido por haber peleado con Krisná, le regaló a Krisná la joya y también a su hija Satiábhama en matrimonio. Krisná aceptó a Satiábhama como esposa, pero no aceptó la joya.

### Versión de Espasa
El siguiente texto proviene de la edición original de la Enciclopedia Universal Ilustrada Europeo-Americana (Espasa), cuyo cuerpo principal se terminó de editar en 1930. Si la fecha de publicación del tomo que contiene la entrada es anterior a ochenta años desde la fecha actual, se encuentra en el dominio público.

En la mitología hindú, Satiadjit [sic, por Satrajit] es un sabio [sic, por militar] que recibió del Sol un magnífico rubí que despertó la codicia de Krisna. Satiadjit, no queriendo deshacerse de él y temiendo que el dios se lo arrebatara, confió la joya a su hermano Prasana [sic, por Prasena], quien desapareció con el rubí. Krisna le persiguió y tras diversas aventuras consiguió recuperarlo y devolvérselo a su dueño, quien murió de la emoción, no sin antes confiar al dios a su hija Satiabama.

En textos del principio del siglo XX, los textos sánscritos llegaban a España a través de traducciones del idioma francés (por eso utilizaban el fonema dj, que equivale aproximadamente a la j inglesa, que es la que actualmente se utiliza para transliterar el nombre de Satrayit).
Varios reyes indios llevaron el nombre Satiáyit, que significa ‘victoria de la verdad’ (satya: ‘verdad’; jit: ‘victoria’). En cambio el nombre de Satrayit (el suegro de Krisná) significa ‘siempre victorioso’ (satrā: ‘completamente’; jit: ‘victoria’).
Y en realidad Satrayit no murió de la emoción, sino que fue matado muchos años después por Shatá Dhanua (del bando de los malvados káuravas) peleando del mismo lado que Krisná en la batalla de Kurukshetra.